# Nara (Japó)
Nara (奈良市, Nara-shi) és la capital de la prefectura de Nara, a la regió de Kansai, al sud de Honshū, l'illa principal del Japó. Va ser capital del país a l'època medieval.
A Nara hi ha una universitat i una escola superior de medicina, entre altres institucions educatives. Econòmicament destaquen la indústria tèxtil, l'artesania i les indústries d'alimentació.

## Geografia
El municipi de Nara es troba al nord de la prefectura del mateix nom. Límita al nord amb la prefectura de Kyoto, a l'est amb la prefectura de Mie, al sud amb els municipis de Tenri i Sakurai i a l'oest amb el municipi d'Ikoma.

### Dades geogràfiques
- Altitud: 90 metres.
- Latitud: 34º 40' 59" N
- Longitud: 135º 49' 59" E

## Història
Nara va ser capital del Japó durant el període Nara (710-784), amb el nom de Heijō-kyō(平城京). Va ser en aquesta època quan es van construir la majoria dels temples que han fet famosa la ciutat. Quan la capital es va traslladar Kioto la ciutat va decaure, però gràcies als temples va anar mantenint la importància fins avui dia.
Nara és una de les destinacions turístiques més importants del Japó gràcies al seu patrimoni, que està prou ben conservat. Els temples i les ruïnes de Nara formen part del Patrimoni de la Humanitat de la Unesco des de l'any 1998, i formen part del conjunt anomenat Monuments històrics de l'antiga Nara: Hōryū-ji, Tōdai-ji, Kōfuku-ji, Gran santuari de Kasuga, Gangō-ji, Yakushi-ji, Tōshōdai-ji i les restes del Palau Heijō.

### Toponímia
La majoria de filòlegs mantenen que l'origen del topònim està en la paraula japonesa nadaraka, que significa 'lloc pla'.

## Política i govern

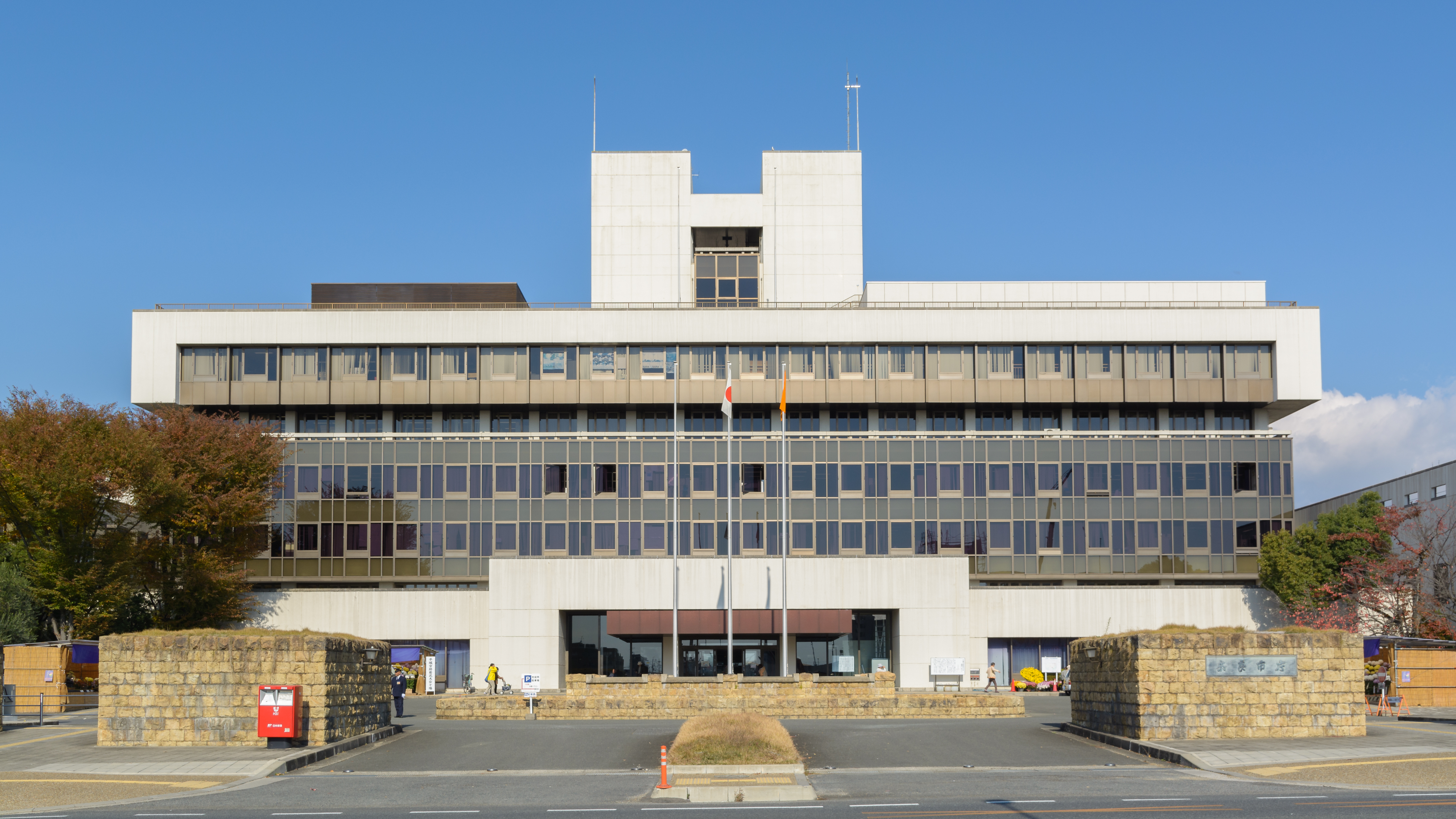
Edifici de l'ajuntament de Nara

### Assemblea municipal
La composició del ple municipal de Nara és la següent:
| Partit | Partit                    | Partit  | Regidors |
| ------ | ------------------------- | ------- | -------- |
|        | Partit Liberal Democràtic | PLD     | 11 / 39  |
|        | Kōmeitō                   | KMT     | 7 / 39   |
|        | PDC-PDG                   | PDC-PDG | 7 / 39   |
|        | Partit Comunista del Japó | PCJ     | 5 / 39   |
|        | Independents              |         | 7 / 39   |
|        | Escons vacants            |         | 2 / 39   |

### Alcaldes
En aquesta taula només es reflecteixen els alcaldes democràtics, és a dir, des de l'any 1947.
| Període   | Alcalde           | Partit |
| --------- | ----------------- | ------ |
| 1947-1951 | Yasutarō Kataoka  | Ind    |
| 1951-1967 | Shōji Takagura    | Ind    |
| 1967-1980 | Chūsaburō Kagita  | PLD    |
| 1980-1984 | Hiroshi Kiyama    | Ind    |
| 1984-1992 | Eizō Nishida      | Ind    |
| 1992-2004 | Yasunori Ōkawa    | Ind    |
| 2004-2005 | Chūbee Kagita     | PLD    |
| 2005-2009 | Akira Fujiwara    | Ind    |
| 2009-     | Motonobu Nakagawa | Ind    |

## Demografia
El 2003 la ciutat tenia una població estimada de 364.869 i una densitat de població de 1.724,33 persones per km². L'àrea total és de 211.60 km².

## Llocs d'interès

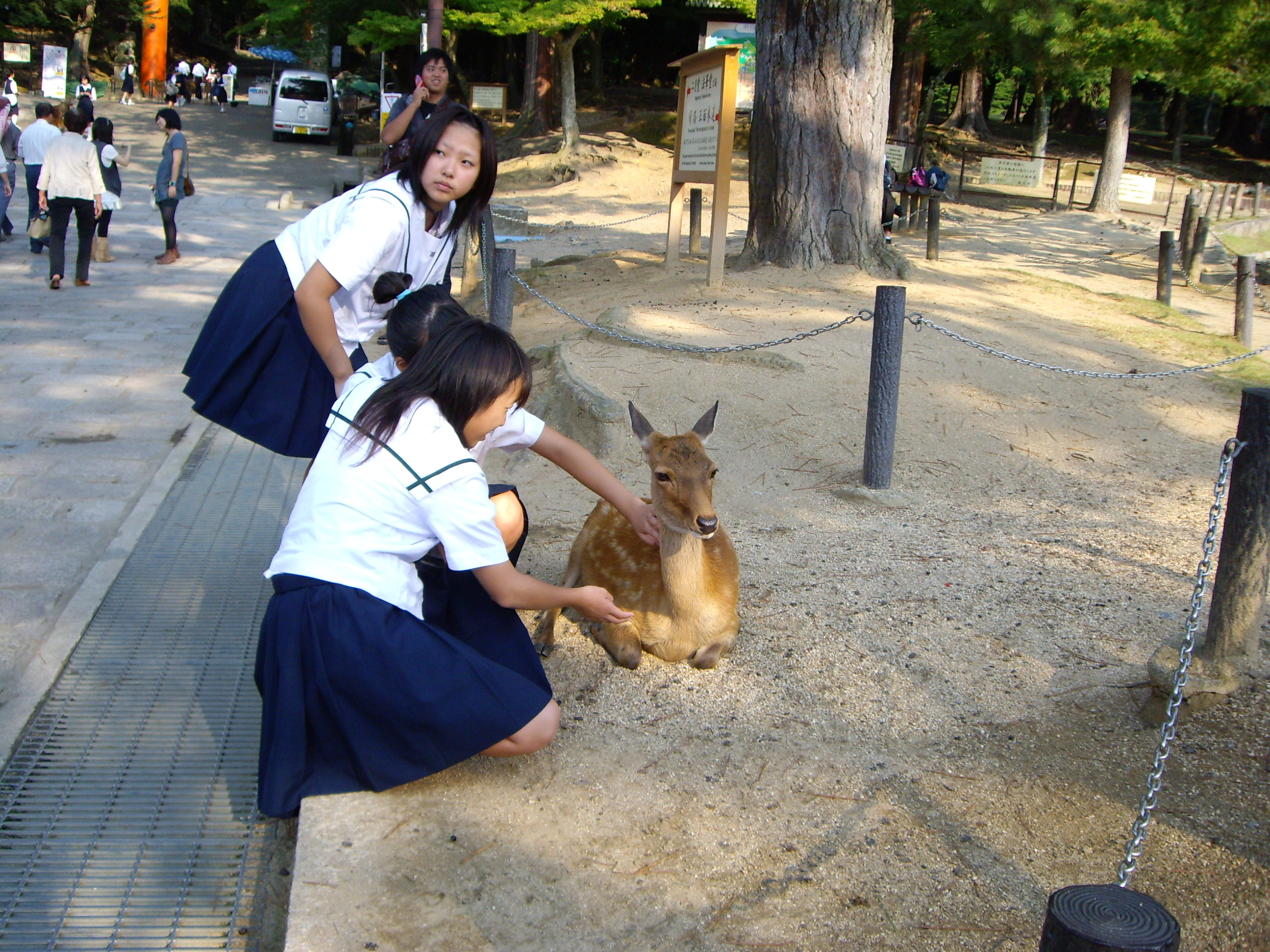
Cérvol amb unes col·legiales en un parc de Nara (Japó)

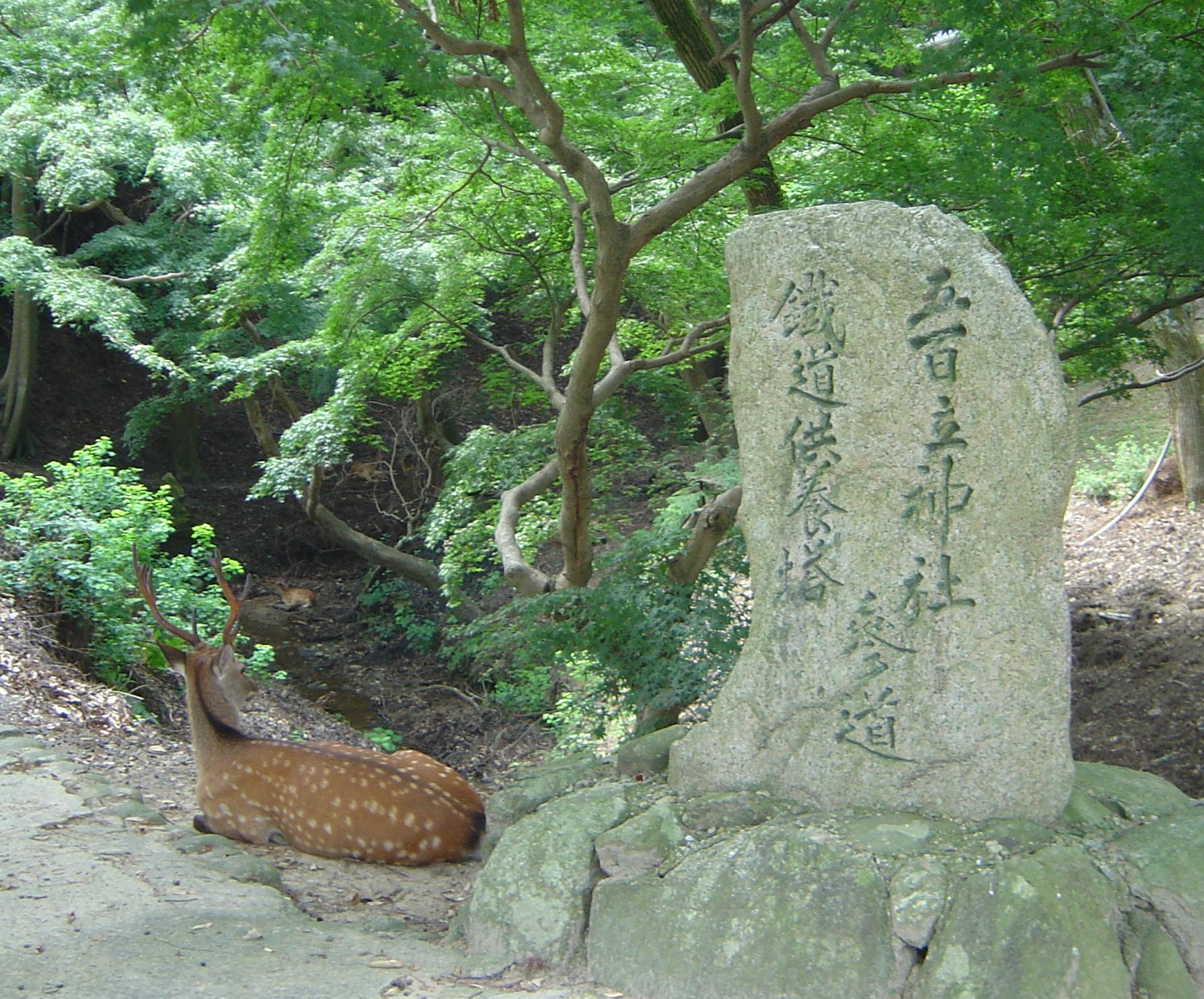
Un cérvol del Temple Kasuga.

Nara és un lloc turístic molt important a causa del seu ric patrimoni, que inclou una gran quantitat de temples. Prop d'aquests temples hi ha un bon nombre de cérvols que s'hi apropen perquè els turistes solen alimentar-los.
El parc de Nara també és conegut pels cérvols sika, que ronden en llibertat per tota l'àrea verda de Nara i són una bona atracció turística. Aquests cérvols són molt populars a Nara i són un símbol de la ciutat. També és possible comprar menjar per als cérvols (galetetes preparades pels venedors) per a alimentar-los i, amb paciència, aconseguir acaronar aquests animals, que estan força acostumats a la gent.
- Temples budistes
  - Daian-ji (大安寺)
  - Tōdai-ji (東大寺)
  - Saidai-ji (西大寺)
  - Kōfuku-ji (興福寺) Temple bellíssim construït per l'esposa de l'emperador i traslladat de lloc diverses vegades.
  - Gangô-ji (元興寺)
  - Yakushi-ji (薬師寺)
  - Tôshôdai-ji (唐招提寺)

- Temples sintoistes
  - Temple Kasuga (春日神社)

- Palaus imperials
  - Palau Heijō (平城京)

- Altres
  - Nara-machi
  - Parc de Nara (奈良公園)
  - Wakakusa (若草山)

## Ciutats agermanades
- Gyeongyu (Corea del Sud)
- Xi'an (Xina)
- Toledo (Espanya)
- Versalles (França)
- Canberra (Austràlia)
- Caracas (Veneçuela)